# فيليب كيونغ
فيليب كيونغ (بالصينية: 姜皓文) هو ممثل صيني، ولد في 26 أكتوبر 1966 بهونغ كونغ في الصين.

## وصلات خارجية
- فيليب كيونغ على موقع IMDb (الإنجليزية)
- فيليب كيونغ على موقع قاعدة بيانات الفيلم (الإنجليزية)